# Sistema educativo de Portugal

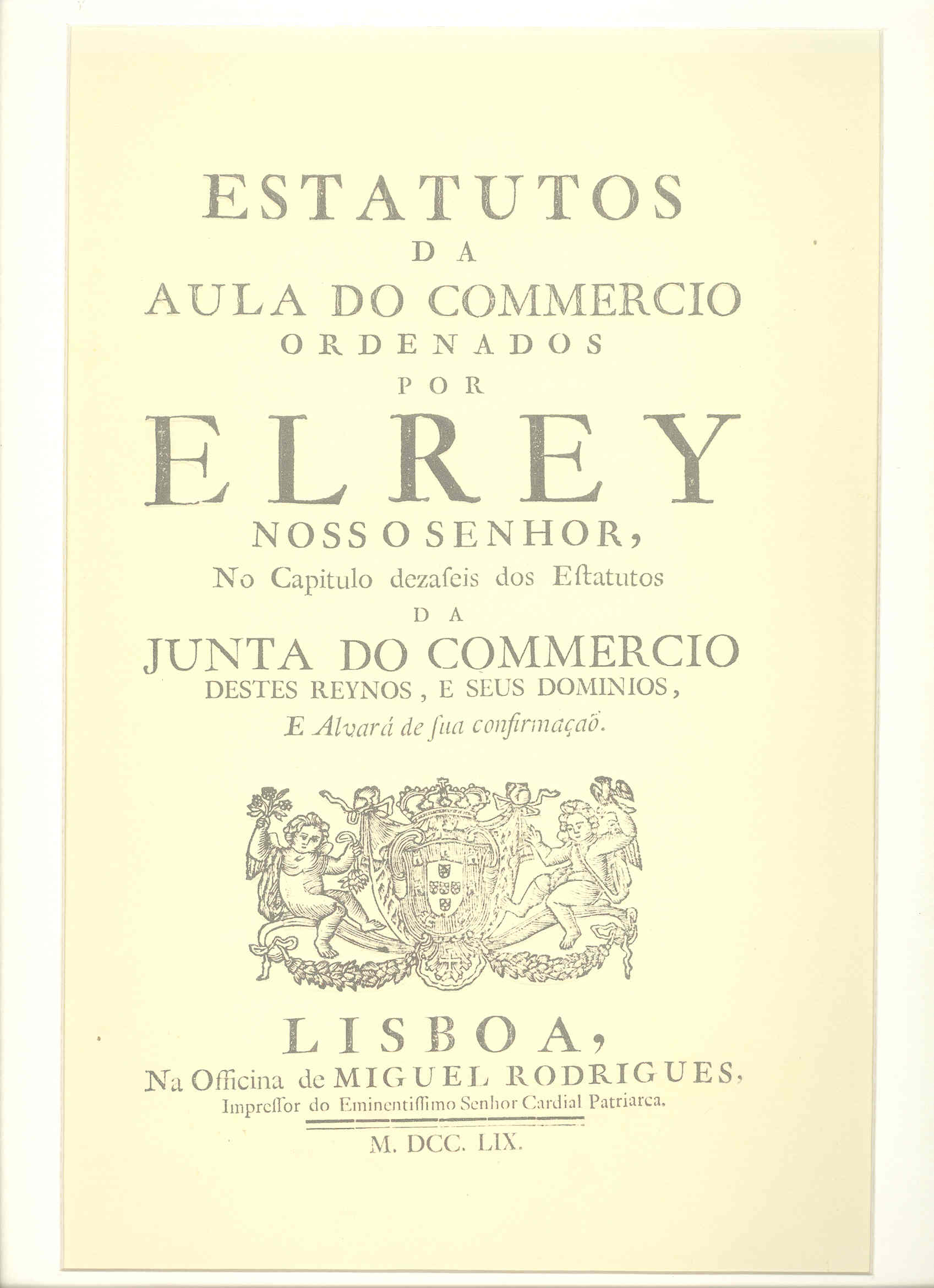
Facsímil de los estatutos del Aula do Commércio (tribunal comercial con escuela, 1759), Lisboa.

La educación en Portugal es obligatoria y gratuita para la franja escolar comprendida entre los 6 y los 18 años de edad. Actualmente, el 100% de los niños y jóvenes portugueses en edad escolar están matriculados. La educación la inician obligatoriamente todos los alumnos a los 6 años de edad, pudiendo empezar a los 5 años en caso de que cumpla 6 hasta el día 31 de diciembre, teniendo que completar como mínimo 9 años de escolaridad. Así, la enseñanza está dividida en ciclos, siendo estos el 1.er ciclo, desde el 1.er año hasta el 4.º año, el 2.º ciclo, años 5.º y 6.º, y el 3.er ciclo, desde el 7.º hasta el 9.º año. Existe un ciclo más que aún no es obligatorio, hecho que terminará en breve, designado Enseñanza Secundaria (Ensino Secundario), que comprende los años 10.º, 11.º y 12.º, y que tiene un sistema de organización propio, diferente de los restantes ciclos. El cambio de ciclo puede, en varios casos, estar marcado por el cambio de colegio, siendo por ejemplo los colegios que comprenden el 1.er ciclo más pequeños que los restantes, teniendo de media cerca de 200 alumnos, mientras que los del 2.º y 3.er ciclos, y los de Enseñanza Secundaria pueden fácilmente llegar a los 2000 alumnos.

## Fases de la enseñanza -1.er, 2.º y3.erciclos y Enseñanza Secundaria
Hasta el 3.er ciclo, la enseñanza es igual para todos los alumnos, exceptuando los que necesitan orientación especial. De este modo todos los alumnos tienen asignaturas como Inglés, Matemáticas, Historia, Educación musical alternativa,  Geografía, Lengua portuguesa, francés o español (se empieza a elegir más el idioma español que el francés, principalmente en el interior de Portugal Continental), Ciencias Naturales, Física y Química, Educación Física (obligatoria), Tecnologías de la Información y Comunicación (obligatoria), Teatro, Danza, Educación Visual (Diseño), y Educación Tecnológica, y el alumno puede escoger una de las cuatro últimas el 9.º año. Y, aunque Portugal es un estado oficialmente laico, aún se permite la enseñanza de la religión, Educación Moral y Religiosa Católica, de forma gratuita para los estudiantes, en los establecimientos públicos de enseñanza. La asignatura de religión no es obligatoria.
La Enseñanza Secundaria, sin embargo, está organizada de otra forma. Como es la enseñanza preuniversitaria, los estudiantes tienen que escoger un área de enseñanza en la cual desean inscribirse, dejando de esta forma de existir una uniformidad en los contenidos que se enseñan a todos los alumnos. Existen cuatro agrupamientos de cursos, o itinerarios:
1. Curso de Ciencias y Tecnología
2. Curso de Artes Visuales
3. Curso de Ciencias Socioeconómicas
4. Curso de Lenguas y Humanísticas

Cada uno de estos agrupamientos posee un curso de carácter general (más orientado a quien quiere hacer un curso universitario), y uno o más cursos tecnológicos (más específicos dentro del área). El Curso de Ciencias y Tecnología permite que un alumno pueda elegir un curso universitario relacionado con los otros cursos, porque en la universidad se ingresan con 1 o 2 exámenes de diferentes disciplinas (ejemplos - incluye Geometría Descriptiva y Matemática A para seguir un Curso de Artes Visuales, Inglés/Portugués/Español/Francés para Lenguas y Humanísticas) y, obviamente, para seguir con el curso de Ciencias y Tecnología tiene Matemática A, Biología y Geología y Física y Química. Por otra parte, los alumnos que no tengan como objetivo la Enseñanza Superior también pueden asistir a clase hasta el 12.º año, ya sea en la enseñanza normal diurna o nocturna, pero también pueden concluir la Enseñanza Secundaria optando por Cursos Técnico-Profesionales que pueden ser impartidos tanto en escuelas profesionales como en escuelas comunes, pero pudiendo también ingresar en la Enseñanza Superior si aprueban los exámenes necesarios.
El Sistema Educativo en Portugal, está regulado por el Estado portugués a través del Ministerio de Educación, y del Ministerio de Ciencia, Tecnología y Enseñanza Superior. El sistema de educación pública es el más usado y mejor implementado, existiendo también colegios privados en todos los niveles de educación.
- Datos: Q973300
- Multimedia: Education in Portugal / Q973300